# Генерал и маргаритки
«Генерал и маргаритки» — советский фильм 1962 года режиссёра Михаила Чиаурели, по роману Николая Шпанова «Ураган».

## Сюжет
После Второй мировой войны бывший лётчик — простой польский парень Владек Леховский, по воле нелепой случайности оказывается на Западе в эмиграции. Он бедствует, не имеет ни постоянной работы, ни жилья, ночуя на пляже, а зарабатываемых денег ему едва хватает на еду. Как-то на пляже он знакомится с соотечественницей — полькой Зосей — она также оказалась на Западе не по своей воле — «перемещённое лицо», в детстве угнанная из Польши в фашистскую Германию, одинокая и никому не нужная она работает в ночном баре занимаясь, преодолевая стыд, как она говорит «немножко акробатики и немножко раздевания».
Влюбившись, Владек готов пойти на все, чтобы вытащить Зосю, и соглашается на предложение некой спецслужбы поработать пилотом на выполнении секретной военной миссии.
В составе экипажа самолета он вылетает на таинственное задание, и тут выясняется, что самолет должен сбросить ядерную бомбу на одну из военных баз Запада, чтобы потом обвинить в этом Советский Союз и затем нанести якобы ответный удар — таков план «ястребов» из военных кругов Запада организовавших международный заговор. Владек понимает, что сейчас в его руках вопрос начала Третьей мировой войны, и требует, чтобы самолёт сбросил бомбу в море, но в экипаже присутствует убеждённый нацист Вольфганг Функ…

## В ролях
- Бруно Оя — Владек Леховский
- Верико Анджапаридзе — Марта Функ
- Софико Чиаурели — Зося
- Андрей Абрикосов — садовник
- Николай Боголюбов — советский генерал
- Владимир Дружников — Добров
- Херберт Зоммер — генерал Хойхлер
- Сергей Карнович-Валуа — начальник штаба полковник Цвейгель
- Артур Димитерс — сенатор Дарк
- Альфред Видениекс — генерал Дональд
- Олев Эскола — капитан Шнорке
- Отар Коберидзе — штурман Петер Ранар
- Алексей Смирнов — Вольфганг Функ
- Владимир Ван — бармен
- Харий Авенс — рыбак
- Айя Баумане — танцовщица
- Янис Грантиньш — военный промышленник
- Карлис Себрис — военный промышленник
- Дмитрий Кипиани — офицер
- Валентинс Скулме — офицер
- Эдгар Звея — офицер
- Анатолий Смиранин — сотрудник военного архива
- Алфонс Калпакс — военный
- Борис Никифоров — эпизод
- Мавр Пясецкий — эпизод

## О фильме
Фильм снимался в канун Карибского кризиса, по словам сценариста А. Филимонова, он был приглашен для беседы «высокую инстанцию», где ему поручили написать сценарий на значительную политическую тему, но фильм вышел на экраны уже в момент окончания кризиса, началось «потепление» в отношениях с Западом — успешно шедшая картина была снята с экрана и вскоре была забыта, режиссёр попал в опалу, у киноведов получила оценку как схематичная, считается, что «фильм получился тяжеловесным и архаичным».

Выходят фильмы «Генерал и маргаритки», […] и вы вновь узнаете пластмассовую скуку схемы, при которой ничто не согрето, не выстрадано, не выношено в авторском сердце.— Вопросы кинодраматургии: сборник статей, Том 5. - М.: Искусство, 1964. - стр. 260

Ярчайший пример арифметического искусства с однозначными персонажами. Все герои картины как бы разделены на определенные категории. Они движутся, как марионетки, возвещая известные всем истины, готовые прописные моралите. Марта Функ — собирательный образ немецкой матери. Её младший сын олицетворяет собой ту часть молодого поколения, которая была оболванена милитаристской пропагандой. Вольфганг Функ представляет собой тип буржуа, и т. д. Ни один из образов не приобретает многомерность, каждый состоит из простейших элементов. Рассудочность, заданность, отсутствие реального фона — и в итоге мертвая схема, лишенная ощущения жизни, лишенная ощущения хода истории.— Вопросы киноискусства. - М.: Издательство АН СССР, 1964
При критике фильма киноведами положительно отмечалась игра исполнителя главной роли актёра Бруно Ои, который при недостатках фильма сумел показать характер героя:

Жесткая и мелодраматичная схема фильма «Генерал и маргаритки» зажала актера в свои крепкие тиски. Начинавший тогда свою работу в кино актер сумел все же кое в чем преодолеть прямолинейность сценарной основы. Его герой не просто демонстрировал великолепные внешние данные — хотя авторы этого бьющего на эффект фильма постарались выжать из фактуры актера максимум возможного. Бруно Оя показал и душевность, и обаяние и лиричность Владека. Но было видно, что актер способен на большее.— Актеры советского кино, Том 8. - М.: Искусство, 1972. - стр. 175
Также и для Софико Чиаурели роль в фильме стала выделяющейся в её фильмографии:

Роль чрезвычайно любопытная для творческой биографии актрисы. До этого Чиаурели создавала образы своих сверстниц, девушек-грузинок, которых она могла наблюдать каждый день, которые были ей близки и понятны. И вдруг Зося — акробатка из кабаре, «перемещенное лицо», женщина, оказавшаяся на «дне жизни». Опустошенность, безнадежность, полное равнодушие ко всему читаем мы в глазах Зоси — Чиаурели.— Софья Чиаурели / О. Табукашвили. - Бюро пропаганды советского киноискусства, 1968